# Ernst Ziller

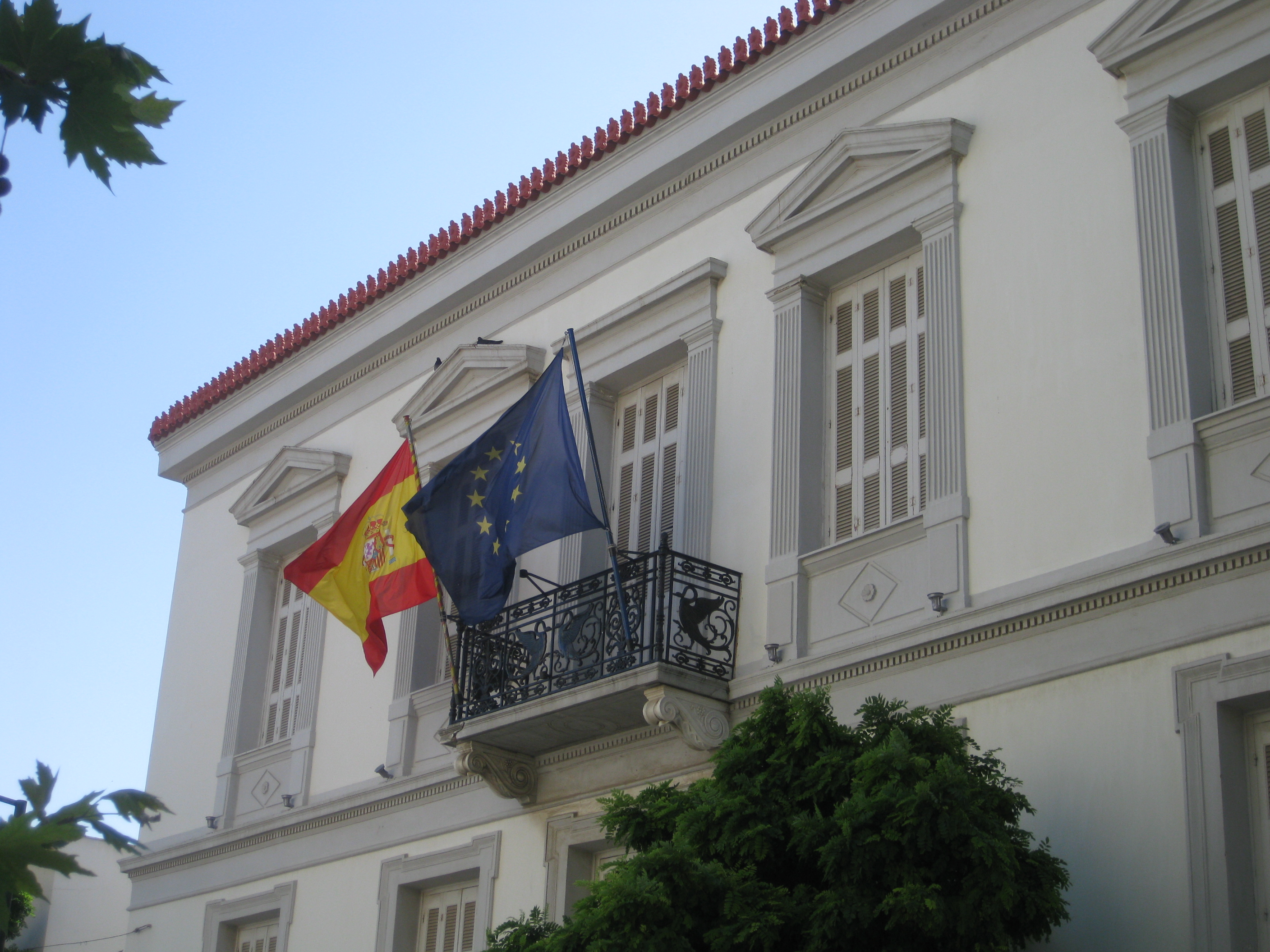
Embajada de España, Atenas.

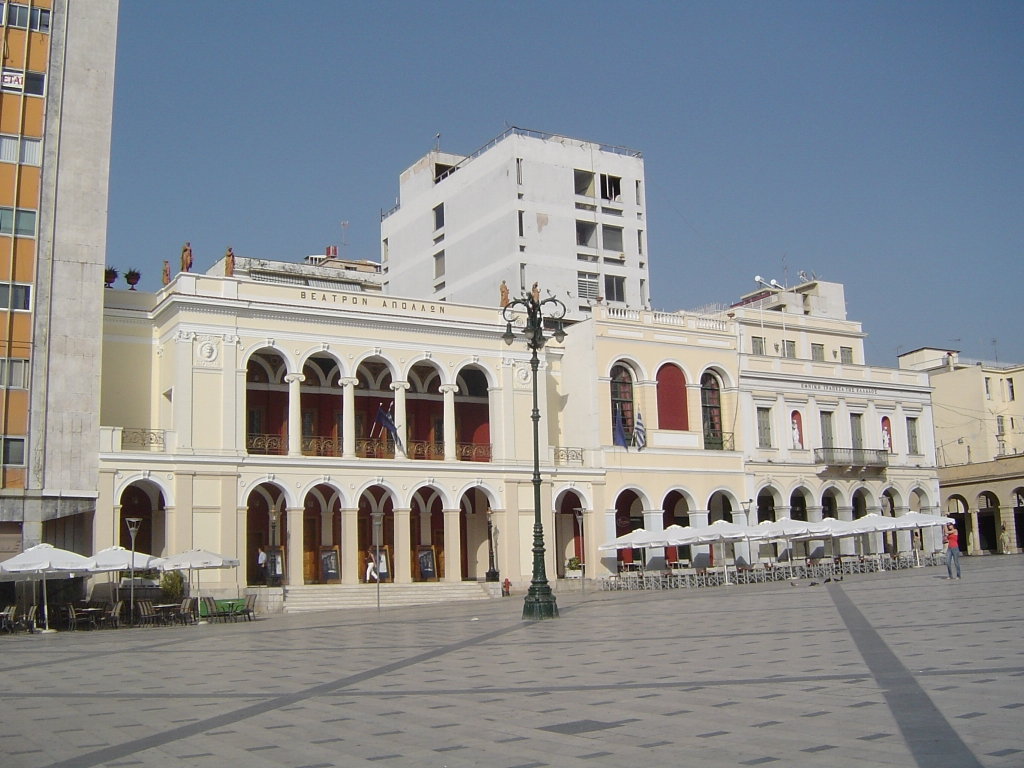
Teatro Apolo, Patras.

Ernst Moritz Theodor Ziller (Radebeul, 22 de junio de 1837 - Atenas, 4 de noviembre de 1923) fue un arquitecto sajón nacionalizado griego que a finales de los años 1800 y comienzos de los años 1900 fue el diseñador principal de los edificios reales y municipales de Atenas, Patras y otras ciudades griegas.

## Edificios
Atenas
- Teatro Nacional de Grecia
- Palacio Real
- Mansión Stathatos
- Museo Numismático de Atenas
- Mansión Andreas Syngros
- Palacio Real de Tatoi
- Palacio de Melas
- Villa Atlantis
- Hotel Megas Alexandros

Egio
- Museo de Arqueología
- Iglesia de Isodia
- Catedral de Panayiá Faneromeni

Otras localizaciones
- Teatro Apolo, Egio
- Palacio Municipal, Ermúpoli (Siros)
- Palacio Municipal, Pirgos
- Iglesia de San Lucas, Patísia

## Supervisión arquitectónica
- Museo Arqueológico Nacional de Atenas
- Biblioteca Nacional de Grecia
- Estadio Panathinaiko, renovación
- Academia de Atenas